# Дейтон (Айдахо)
Дейтон (англ. Dayton) — місто в окрузі Франклін, штат Айдахо, США. Згідно з переписом 2010 року населення становило 463 особи, що на 19 осіб більше, ніж 2000 року.

## Географія
Дейтон розташований за координатами 42°6′40″ пн. ш. 111°59′5″ зх. д. / 42.11111° пн. ш. 111.98472° зх. д. (42.111246, -111.984617).  За даними Бюро перепису населення США в 2010 році місто мало площу 17,00 км², з яких 16,89 км² — суходіл та 0,11 км² — водойми.

## Демографія

### Перепис 2010 року
За даними перепису 2010 року, у місті проживало 463 осіб у 134 домогосподарствах у складі 116 родин. Густота населення становила 27,4 ос./км². Було 144 помешкання, середня густота яких становила 8,5/км². Расовий склад міста: 93,1% білих, 4,3% інших рас, а також 2,6% людей, які зараховують себе до двох або більше рас. Іспанці та латиноамериканці незалежно від раси становили 6,5% населення.
Із 134 домогосподарств 48,5% мали дітей віком до 18 років, які жили з батьками; 76,9% були подружжями, які жили разом; 8,2% мали господиню без чоловіка; 1,5% мали господаря без дружини і 13,4% не були родинами. 11,2% домогосподарств складалися з однієї особи, у тому числі 6,7% віком 65 і більше років. У середньому на домогосподарство припадало 3,46 мешканця, а середній розмір родини становив 3,72 особи.
Середній вік жителів міста становив 31,1 року. Із них 32,8% були віком до 18 років; 9,9% — від 18 до 24; 20,7% від 25 до 44; 23,2% від 45 до 64 і 13,4% — 65 років або старші. Статевий склад населення: 50,8% — чоловіки і 49,2% — жінки.
Середній дохід на одне домашнє господарство  становив 57 516 доларів США (медіана — 41 806), а середній дохід на одну сім'ю — 60 393 долари (медіана — 53 750). Медіана доходів становила 51 250 доларів для чоловіків та 29 583 долари для жінок. За межею бідності перебувало 15,4 % осіб, у тому числі 21,0 % дітей у віці до 18 років та 12,9 % осіб у віці 65 років та старших.
Цивільне працевлаштоване населення становило 196 осіб. Основні галузі зайнятості: освіта, охорона здоров'я та соціальна допомога — 26,5 %, виробництво — 18,4 %, роздрібна торгівля — 11,7 %, сільське господарство, лісництво, риболовля — 11,7 %.

### Перепис 2000 року
За даними перепису 2000 року, у місті проживало 444 осіб у 126 домогосподарствах у складі 105 родин. Густота населення становила 26,0 ос./км². Було 133 помешкання, середня густота яких становила 7,8/км². Расовий склад міста: 97,07% білих, 0,23% афроамериканців, 0,68% індіанців, 0,90% інших рас і 1,13% людей, які зараховують себе до двох або більше рас. Іспанці та латиноамериканці незалежно від раси становили 0,90% населення.
Із 126 домогосподарств 51,6% мали дітей віком до 18 років, які жили з батьками; 72,2% були подружжями, які жили разом; 7,1% мали господиню без чоловіка, і 15,9% не були родинами. 14,3% домогосподарств складалися з однієї особи, у тому числі 11,1% віком 65 і більше років. У середньому на домогосподарство припадало 3,52 мешканця, а середній розмір родини становив 3,95 особи.
Віковий склад населення: 41,9% віком до 18 років, 6,8% від 18 до 24, 22,5% від 25 до 44, 17,1% від 45 до 64 і 11,7% від 65 років і старші. Середній вік жителів — 27 років. Статевий склад населення: 50,5 % — чоловіки і 49,5 % — жінки.
Середній дохід домогосподарств у місті становив $36 442, родин — $37 308. Середній дохід чоловіків становив $26 786 проти $22 188 у жінок. Дохід на душу населення в місті був $11 653. Приблизно 8,5% родин і 8,8% населення перебували за межею бідності, включаючи 9,7% віком до 18 років і 6,4% від 65 і старших.